# Cynometra oddonii
Cynometra oddonii är en ärtväxtart som beskrevs av De Wild.. Cynometra oddonii ingår i släktet Cynometra, och familjen ärtväxter. Inga underarter finns listade i Catalogue of Life.